# Acting out
L'acting out (in italiano chiamato anche agito) è l'espressione dei propri vissuti emotivi conflittuali attraverso l'azione piuttosto che con il linguaggio. Il soggetto si comporta in modo poco riflessivo, senza considerare le possibili conseguenze negative delle sue azioni. In psicoanalisi è considerato come un tentativo di scarica della tensione emotiva, ottenuta mediante una reazione alla situazione attuale, come se fosse questa la causa scatenante (il conflitto interno).
In alcuni soggetti esso si presenta come il tratto dominante della personalità e contraddistingue il modo di relazionarsi agli altri.

## Storia del termine
Il termine venne usato la prima volta da Freud nel 1914 per indicare "comportamenti ripetitivi o non che venivano emessi dai pazienti al di fuori delle sedute terapeutiche". 
Questa è la concezione dell'acting out che Lacan propone fin dai primi seminari, all'inizio degli anni '50, e che non modificherà più. Essa richiama fino a sovrapporglisi la celebre formula con cui egli definisce il fenomeno psicotico: "Ciò che è precluso al simbolico, ritorna nel reale". L'acting out partecipa dunque del meccanismo della forclusion, in italiano "preclusione", che per Lacan è all'origine della psicosi, per quanto esso non sia assolutamente un indice di psicosi ma solo un episodio psicotico, al pari dell'allucinazione delirante: "Io registro l'acting out come equivalente a un fenomeno allucinatorio di tipo delirante che si produce quando simbolizzate prematuramente, quando affrontate qualcosa nell'ordine della realtà e non all'interno del registro simbolico".